# Plovoucí stroj

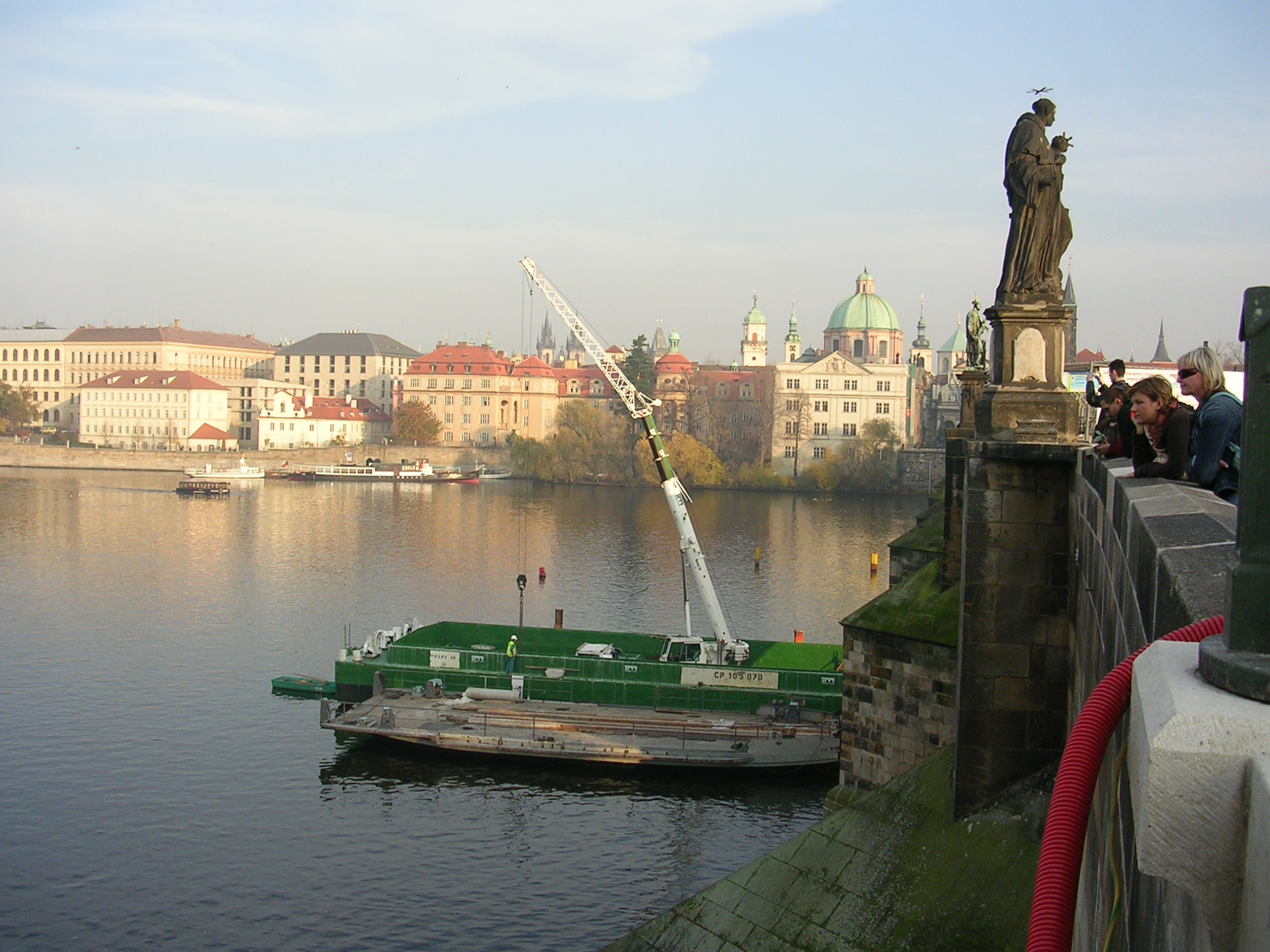
Plovoucí jeřáb při rekonstrukci Karlova mostu

Plovoucí stroj je plavidlo určené k vykonávání určité práce na vodě, např. plovoucí bagr, plovoucí jeřáb, plovoucí čerpací stanice, plovoucí beranidlo, plovoucí elevátor, plovoucí dopravník apod.
Česká vyhláška přitom pro zařazení do této kategorie nerozlišuje, zda je takové plavidlo schopné samostatné plavby nebo je určeno k pevnému vyvázání na stálém stanovišti. Plovoucí stroj tak může být jak plavidlem obdobným lodi, tak plavidlem obdobným plovoucímu zařízení.

## Právní úprava
- Vyhláška č. 223/1995 Sb., o způsobilosti plavidel k provozu na vnitrozemských vodních cestách, § 2 odst. 4
- Zákon č. 114/1995 Sb., o vnitrozemské plavbě, § 9 odst. 1